# Ray Jardine
Ray Jardine (* 1944) ist ein US-amerikanischer Kletterer und Bergführer. Er gilt als einer der Pioniere des modernen Bigwall- und Freikletterns im Yosemite-Nationalpark.

## Leben
Ray Jardine studierte bis 1967 an der Northrop University in Inglewood, Kalifornien, Luft- und Raumfahrt. Danach arbeitete er als Systemanalytiker für das Raumfahrtprogramm in Denver.
Er begann mit 19 Jahren mit dem Klettern. 1969 erreichte er den Gipfel des Nevado Huascarán in Peru. Ab Beginn der 1970er Jahre kletterte er verstärkt im Yosemite-Tal in Kalifornien. Im Mai 1970 kletterte er mit der Südwand der Washington Column einen ersten Bigwall (Schwierigkeit V, 5.8, A3). Im Oktober desselben Jahres folgte dann eine Begehung der Route The Nose (VI, 5.8, A3) am El Capitan. Ein Jahr später gelang ihm die Westwand (VI, 5.9, A4) am gleichen Berg. Ab Mitte der 1970er Jahre wandte er sich verstärkt dem Freiklettern zu. So erreichte er im Jahr 1976 mit Crimson Cringe und Hangdog flyer zweimal den Grad 5.12. Beide Routen gehörten damals zu den schwersten der Welt. 1977 folgte eine Wiederholung der Route Separate Reality (5.11c). Am 20. Mai 1977 gelang ihm die erste Begehung von Phoenix (5.13b) im Yosemite. Diese Route war damals eine der schwersten der Welt.
In dieser Zeit begann er mit dem Friend ein mobiles Klemmgerät aus dem einsegmentigen „Abalakov-Klemmkeil“ zu entwickeln und zu vermarkten. Dieses Sicherungsmittel dient vor allem dazu, die im Yosemite-Tal recht häufig vorhandenen parallelen Risse abzusichern, ohne Felshaken zu verwenden. 
Im Jahr 1979 konnte er die Westwand (VI, 5.11) am El Capitan erstmals frei begehen. Sie war die erste Freikletterroute an der 500 Meter hohen Westwand.
Ab Beginn der 1980er Jahre begann er sich vom extremen Sportklettern abzuwenden. Er ging Segeln, fuhr Kajak und reiste durch die Welt. So segelte er Mitte der 1980er in drei Jahren um die Welt. 
Seitdem entwickelte er sich zum Fürsprecher des ultralight backpacking, einer Form des Trekkings, die kompromisslos auf maximale Gewichtsreduzierung setzt. Jardine schrieb die Bücher Beyond Backpacking und The Ray Way, in denen er praktische Tipps und Bauanleitungen für ultraleichtgewichtige Wanderausrüstung gibt und seine Begründung für diesen Stil des Wanderns darstellt. Viele der praktischen Anleitungen veröffentlicht er auch auf seiner Webseite.
Es folgten Bücher mit persönlichen Erlebnisberichten auf bekannten Fernwanderwegen und anderen Outdoorzielen, die jeweils mit einer Vielzahl an praktischen Tipps und Empfehlungen angereichert sind.

## Werke (Auswahl)
- The PCT hiker’s handbook: innovative techniques and trail tested instruction for the long distance backpacker, Adventure Lore Press, 1992 (Zweite Auflage unter dem Titel: The Pacific Crest Trail hiker’s handbook: innovative techniques and trail tested instruction for the long distance hiker, 1996)
- Beyond Backpacking, Adventure Lore Press, 2000
- The ray-way tarp: how to make a tarp and Net-tent, and use them in the wilds, Adventure Lore Press, 2003
- zusammen mit Jenny Jardine: Siku kayak: paddling the Coast of Arctic Alaska, Adventure Lore Press, 2005
- Trail life: Ray Jardine’s lightweight backpacking: 25,000 miles of trail-tested know-how, Adventure Lore Press, 2009